# Эконометрика
Эконометрика — наука, изучающая количественные и качественные экономические взаимосвязи с помощью статистических и других математических методов и моделей. Современное определение предмета эконометрики было выработано в уставе Эконометрического общества, которое главными целями назвало использование статистики и математики для развития экономической теории. Теоретическая эконометрика рассматривает статистические свойства оценок и испытаний, в то время как прикладная эконометрика занимается применением эконометрических методов для оценки экономических теорий. Эконометрика даёт инструментарий для экономических измерений, а также методологию оценки параметров моделей микро- и макроэкономики. Кроме того, эконометрика активно используется для прогнозирования экономических процессов как в масштабах экономики в целом, так и на уровне отдельных предприятий. При этом эконометрика является частью экономической теории, наряду с макро- и микроэкономикой.
Термин «эконометрика» состоит из двух частей: «эконо» — от «экономика» и «метрика» — от «измерение». Эконометрика входит в обширное семейство дисциплин, посвящённых измерениям и применению статистических методов в различных областях науки и практики. К этому семейству относятся, в частности, биометрия, технометрика, наукометрия, психометрия, хемометрия, квалиметрия. Особняком стоит социометрия — этот термин закрепился за статистическими методами анализа взаимоотношений в малых группах, то есть за небольшой частью такой дисциплины, как статистический анализ в социологии и психологии.

## История эконометрики

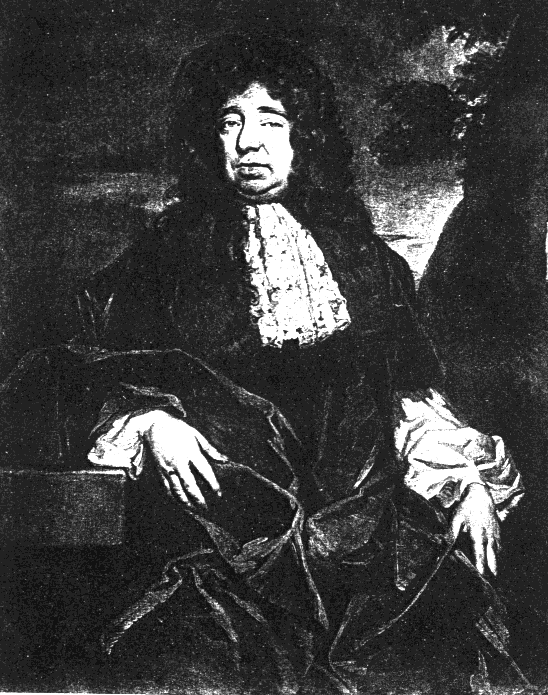
У. Петти

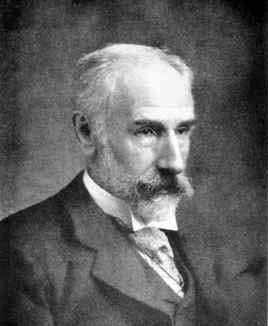
Ф. Эджуорт

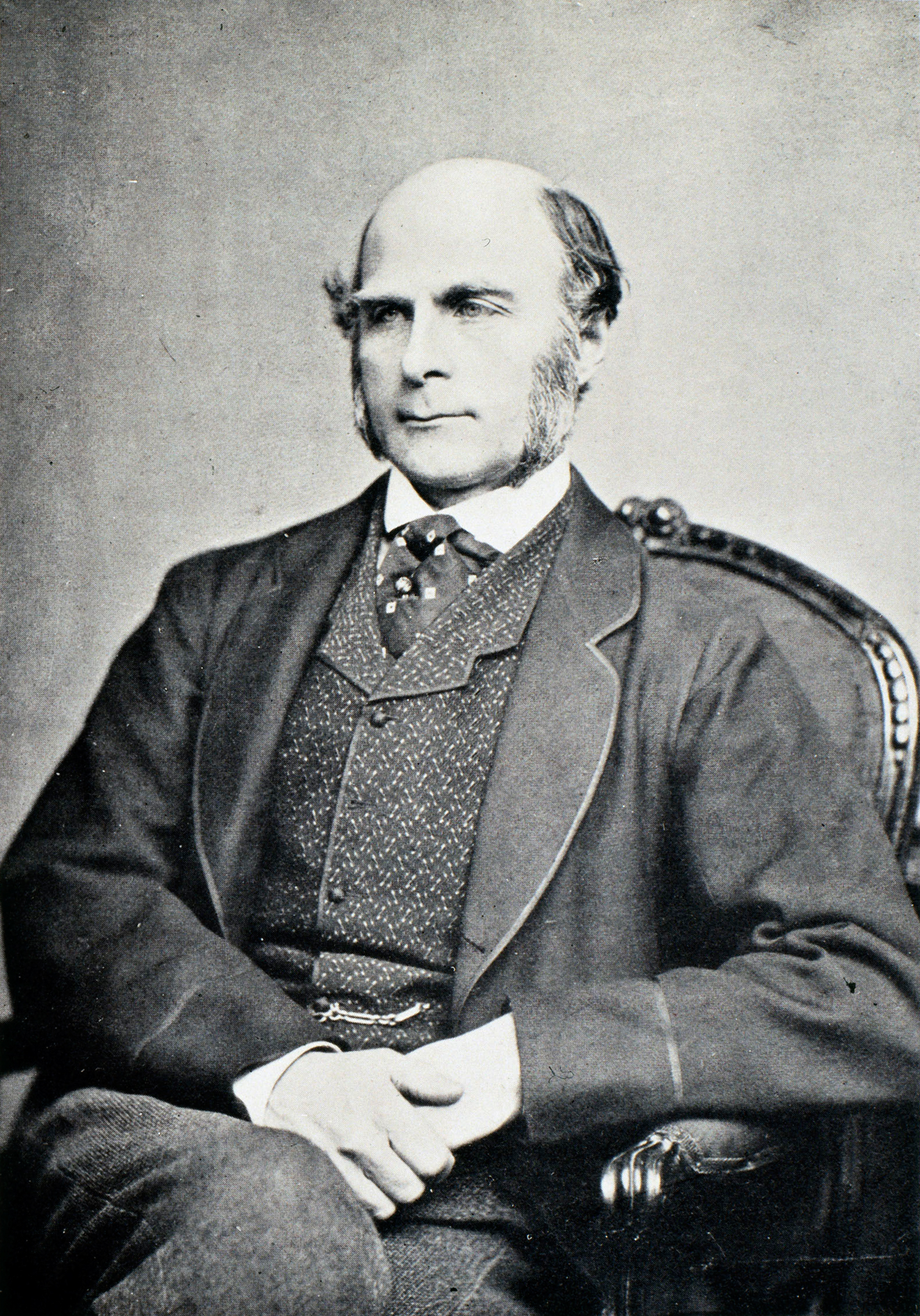
Ф. Гальтон

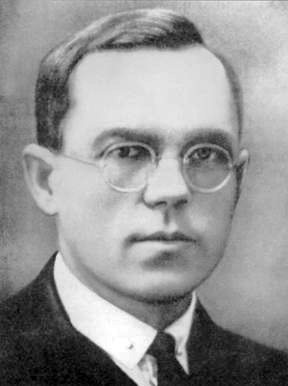
Н. Д. Кондратьев

### Предпосылки возникновения эконометрики
Первые попытки количественных исследований в экономике относятся к XVII в. Они были связаны с представителями нового направления в экономической теории — политической арифметики. У. Петти, Ч. Давенант, Г. Кинг использовали конкретные экономические данные в своих исследованиях, в первую очередь, при расчёте национального дохода. Это направление пробудило поиск экономических законов, по аналогии с физическими, астрономическими и другими естественнонаучными законами. При этом существование неопределённости в экономике ещё не осознавалось.
Важным этапом возникновения эконометрики явилось развитие статистической теории в трудах Ф. Гальтона, К. Пирсона, Ф. Эджуорта. Эти учёные предопределили первые применения парной корреляции. Так, Дж. Э. Юл определял связь между уровнем бедности и формами помощи бедным. Г. Хукер же измерял связь между уровнем брачности и благосостоянием, в котором использовалось несколько индикаторов благосостояния, также он исследовал временные ряды экономических переменных.
С 1830-х годов наиболее развитые страны стали испытывать необъяснимые с точки зрения экономической науки того времени потрясения — упадок деловой активности, возникновение массовой безработицы. Быстрое промышленное развитие и урбанизация выявили огромный пласт нерешённых социальных проблем. Уже в конце XIX в. неоклассическая теория стала восприниматься как слишком удалённая от действительности. Теория могла стать убедительной в том случае, если она бы смогла объяснить изменения, происходящие в экономике. Для её практического применения требовались количественные выражения базовых экономических терминов.
В 1911 году выходит книга американского экономиста Г. Мура «Законы заработной платы: эссе по статистической экономике». Эту работу историк статистики И. И. Елисеева называет первым трудом по эконометрике. В своём исследовании Г. Мур провёл анализ рынка труда, статистически проверил теорию производительности Дж. Кларка и изложил основы стратегии объединения пролетариата. Г. Мур показал, что с помощью сложных математических построений, основанных на фактических данных, можно разработать основу для социальной политики. В это же время итальянский экономист Р. Бенини впервые использовал множественную регрессию при оценке функции спроса.
Значительный вклад в становление эконометрики внесли исследования цикличности экономики. Первым цикличность экономики обнаружил К. Жугляр. Он выявил 7—11-летние циклы инвестиций. Сразу после него Дж. Китчин выявил 3—5-летнюю периодичность обновления оборотных средств, С. Кузнец, лауреат Нобелевской премии по экономике за 1971 год, обнаружил 15—20-летние циклы в строительстве, а Н. Кондратьев выявил свои знаменитые «длинные волны» продолжительностью в 45—60 лет.
Важным этапом формирования эконометрики явилось построение экономических барометров. Построение экономических барометров основано на идее того, что существуют показатели, которые изменяются раньше других и поэтому могут служить сигналами изменений последних. Первым и самым известным стал Гарвардский барометр, который был создан в 1903 году под руководством У. Персонса и У. Митчелла. Он состоял из кривых, характеризующих фондовый, товарный и денежный рынки. Каждая из этих кривых представляла собой среднюю арифметическую из входящих в неё нескольких показателей. Эти ряды предварительно обрабатывались путём исключения тенденции, сезонности и приведения колебаний отдельных кривых к сравнимому масштабу колеблемости. Успех использования Гарвардского барометра вызвал появление многих аналогичных барометров в других странах. Однако приблизительно с 1925 г. он потерял свою чувствительность. Его крах объясняется появлением мощного регулирующего фактора в экономике США. В этих условиях основным методом макроэкономического анализа становится метод построения межотраслевого баланса В. В. Леонтьева. В это же время начали строиться экономические модели, использующие методы гармонического анализа. Эти методы были перенесены в экономику из астрономии, метеорологии и физики.

### История развития

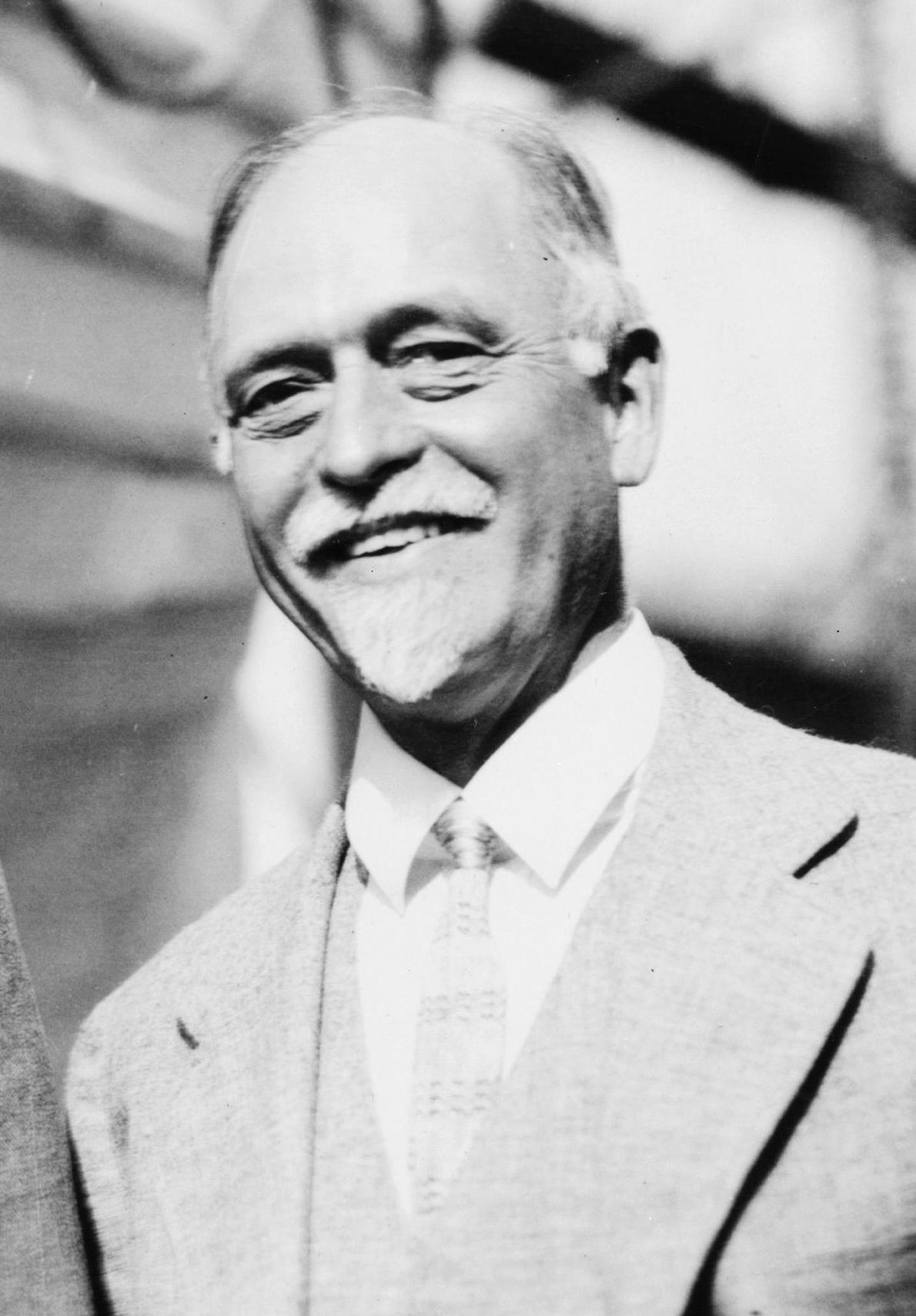
И. Фишер

К 1930-м годам сложились все предпосылки для выделения эконометрики в отдельную науку. Стало ясно, что для более глубокого понимания экономических процессов стоит использовать в той или иной степени статистику и математику. Возникла необходимость появления новой науки со своим предметом и методом, объединяющей все исследования в этом направлении. 29 декабря 1930 г. по инициативе И. Фишера, Р. Фриша, Я. Тинбергена, Й. Шумпетера, О. Андерсона и других учёных было создано эконометрическое общество. В 1933 г. Р. Фриш основал журнал «Эконометрика», который и сейчас имеет большое значение для развития эконометрики. А уже в 1941 г. появляется первый учебник по новой научной дисциплине, написанный Я. Тинбергеном. В 1969 г. Фриш и Тинберген стали первыми исследователями, получившими Нобелевскую премию по экономике. Как говорится в официальном сообщении нобелевского комитета: «за создание и применение динамических моделей к анализу экономических процессов».
До 1970-х годов эконометрика понималась как эмпирическая оценка моделей, созданных в рамках экономической теории. По мнению эконометристов того времени, статистические данные должны были защитить теорию от догматизма. При этом подавляющее большинство экономических моделей, построенных в этот период, были кейнсианскими. Но начиная с 1970-х годов формальные методы стали использоваться при выборе причинности теоретических концепций. При этом эконометрикой стали активно пользоваться и монетаристы.
В 1980 г. вторую эконометрическую Нобелевскую премию по экономике получил американский экономист Лоуренс Клейн за создание экономических моделей и их применение к анализу колебаний экономики и экономической политики. Совместно с А. Голдбергом он создал одну из самых известных моделей американской экономики, известную как «модель Клейна–Голдберга». В основу структуры этой модели были положены его собственные разработки. Она состояла из взаимосвязанных одновременных и направленных рядов уравнений, решение которых давало картину производства в стране. Говоря об этой модели, Р. Дж. Болл отмечал: «Как эмпирическое представление об основах кейнсианской системы эта модель стала, возможно, самой знаменитой среди моделей крупных национальных хозяйств до появления других моделей в 60-е гг.». Клейн также организовал широко известный проект «Линк» для интеграции статистических моделей разных стран в единую общую систему с целью улучшения понимания международных экономических связей и прогнозирования в области мировой торговли.
В это время активно развивалась не только макро-, но микроэконометрика. Пионерами этого направления выступили Дж. Хекман и Д. Макфадден. Они разработали теорию и методы, которые широко используются в статистическом анализе поведения индивидуумов и домохозяйств как в экономике, так и в других общественных науках. Так, Дж. Хекман решил проблему смещения выборки из-за селективности данных и самоотбора. Для её решения он предложил использовать метод коррекции Хекмана, который благодаря своей эффективности и простоте в использовании стал широко использоваться в эмпирических исследованиях. Основной вклад Д. Макфаддена в науку заключается в развитии методов для анализа дискретного выбора. В 1974 г. он разработал условный логит-анализ, который сразу был признан фундаментальным достижением экономической науки. Также он создал эконометрические методы для оценки производственных технологий и исследования факторов, лежащих в основе спроса фирм на капитал и рабочую силу. Выдающиеся достижения этих учёных были отмечены Нобелевской премией по экономике в 1990 г.
Важным событием для развития эконометрики стало появление компьютеров. Благодаря им мощное развитие получил статистический анализ временных рядов. Дж. Бокс и Г. Дженкинс создали ARIMA-модель в 1970 г., а К. Симс и некоторые другие учёные — VAR-модели в начале 1980-х гг. Стимулировало эконометрические исследования и бурное развитие финансовых рынков и производных инструментов. Это привело лауреата Нобелевской премии по экономике за 1981 год Дж. Тобина к разработке моделей с использованием цензурированных данных.
Большое влияние на современную эконометрику оказал и Ховельмо. Ховельмо показал, как можно использовать методы математической статистики для того, чтобы получать обоснованные заключения о сложных экономических взаимосвязях, исходя из случайной выборки эмпирических наблюдений. Эти методы можно, кроме того, использовать для оценивания соотношений, полученных на основе экономических теорий, и для проверки этих теорий. В 1989 г. ему присудили Нобелевскую премию по экономике «за прояснение вероятностных основ эконометрики и анализ одновременных экономических структур».
Ховельмо рассматривал экономические ряды как реализацию случайных процессов. Главными проблемами, возникающими при работе с такими данными, являются нестационарность и сильная волатильность. Если переменные нестационарны, то есть риск установить связь там, где её нет. Вариантом решения данной проблемы является переход от уровней ряда к их разностям. Недостатком данного метода является сложность экономической интерпретации полученных результатов. Для решения этой проблемы Клайв Грейнджер ввёл концепцию коинтеграции как стационарной комбинации между нестационарными переменными. Им была предложена модель корректировки отклонений (ЕСМ), для которой он разработал методы оценивания её параметров, обобщения и тестирования. Коинтеграция применяется в случае, если краткосрочная динамика отражает значительные дестабилизирующие факторы, а долгосрочная стремится к экономическому равновесию. Модели, созданные Грейнджером, в 1990 г. были обобщены С. Йохансеном для многомерного случая. В 2003 г. Грейнджер совместно с Р. Энглом получил нобелевскую премию. Р. Энгл, в свою очередь, известен как создатель моделей с меняющейся во времени волатильностью (т. н. ARCH-модели). Эти модели получили широкое распространение на финансовых рынках.

## Эконометрика сегодня
Сегодня эконометрика является частью экономических наук. В мире выпускается ряд научных журналов, полностью посвящённых эконометрике, в том числе: Journal of Econometrics (Швеция), Econometric Reviews (США), Econometrica (США), Sankhya. Indian Journal of Statistics. Ser.D. Quantitative Economics (Индия), Publications Econometriques (Франция). Эконометрику изучают в ведущих мировых университетах — пришло понимание, что без эконометрических методов невозможно проводить современный макро- и микроэкономический анализ.
На русском языке также существуют специализированные журналы. К ним относятся «Прикладная эконометрика» и «Квантиль». Отдельные публикации по эконометрике появляются в журналах «Экономика и математические методы», «Вопросы статистики», «Вопросы экономики» и некоторых других.
Ранее в России по ряду причин эконометрика не была сформирована как самостоятельное направление научной и практической деятельности. Хотя в настоящее время начинают развёртываться эконометрические исследования. В связи с этим начинается широкое преподавание этой дисциплины.

### Непараметрическая эконометрика
Одним из основных бурно развивающихся направлений эконометрики является непараметрическая эконометрика. Непараметрическая эконометрика — раздел эконометрики, который не требует спецификации функциональных форм оцениваемых объектов. Вместо этого данные сами формируют модель. Непараметрические методы становятся всё более популярными в прикладных исследованиях. Они более пригодны для анализа большого объёма данных при малом количестве переменных. Также эти методы применяют, когда обычные параметрические спецификации не подходят для решения поставленной задачи. Непараметрическая эконометрика ослабляет параметрические предпосылки, что иногда является очень полезным при прикладном исследовании. Основными методами построения гибких моделей являются ядерные методы, сглаживание сплайнами, методы ближайших соседей, нейронные сети и гибкие методы сглаживания с помощью рядов данных.
Также некоторые исследователи к непараметрической эконометрике относят эконометрический анализ нечисловых математических понятий, относящихся к тем или иным классам объектов нечисловой природы, таким как нечёткие множества, интервалы, распределения вероятностей и т. д. Так, в статистике интервальных данных элементами выборки являются не числа, а интервалы. В статистике интервальных данных изучены практически все задачи классической прикладной математической статистики, в частности, задачи регрессионного анализа, планирования эксперимента, сравнения альтернатив и принятия решений в условиях интервальной неопределённости и т. д. Для данной отрасли науки разработана общая схема исследования, включающая расчёт двух основных характеристик — нотны (максимально возможного отклонения статистики, вызванного интервальностью исходных данных) и рационального объёма выборки (превышение которого не даёт существенного повышения точности оценивания и статистических выводов, связанных с проверкой гипотез). Также разработаны подходы к учёту интервальной неопределённости в основных постановках регрессионного, дискриминантного и кластерного анализов.

## Специфика экономических измерений
Специфические особенности экономических данных можно свести к пяти группам:
1. Измеряться могут только операционально определённые данные. При этом экономические измерения подвержены сильному влиянию теоретических представлений о данных величинах.
2. Неэкспериментальный характер данных и короткие ряды наблюдений, которые ставят под сомнение адекватность полученных результатов.
3. Экономические данные, как правило, являются косвенными. При этом первичные измерения зачастую не носят никакого экономического характера.
4. Изменчивость единиц измерения.
5. Остро стоит проблема влияния инструмента измерения на сам объект изучения[2].

## Эконометрические методы

### Регрессионный анализ

Нелинейная регрессия

Регрессионный анализ — статистический метод исследования зависимости между зависимой переменной {\displaystyle Y} и одной или несколькими независимыми переменными {\displaystyle X_{1},X_{2},...,X_{p}}. При этом терминология зависимых и независимых переменных отражает лишь математическую зависимость переменных, а не причинно-следственные отношения. Для адекватного описания сложных внутренне неоднородных экономических процессов, как правило, применяются системы эконометрических уравнений. В более простых случаях можно использовать и простые изолированные уравнения.

### Анализ временных рядов

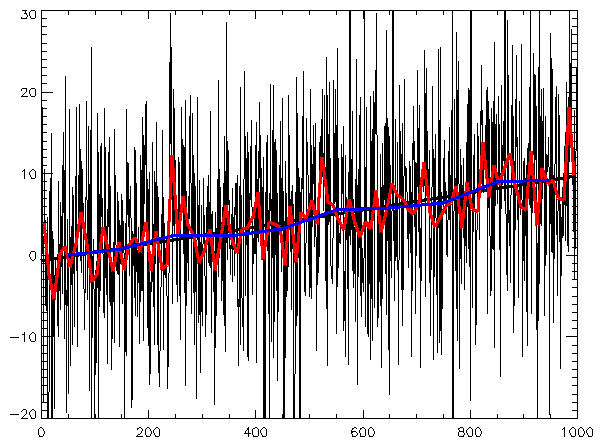
Временной ряд

Анализ временных рядов — совокупность математико-статистических методов анализа, предназначенных для выявления структуры временных рядов и для их прогноза. Выявление структуры временного ряда необходимо для того, чтобы построить математическую модель того явления, которое является источником анализируемого временного ряда. Прогноз будущих значений временного ряда используется при принятии решений. Прогнозирование также интересно тем, что оно рационализирует существование анализа временных рядов отдельно от экономической теории.
Как правило, при прогнозировании исходят из некоторой заданной параметрической модели. При этом используются стандартные методы параметрического оценивания (МНК, ММП, метод моментов). С другой стороны, достаточно разработаны методы непараметрического оценивания для нечётко заданных моделей.

### Панельный анализ
Панельные данные представляют собой прослеженные во времени кросс-секционные, часто пространственные, выборки, то есть они состоят из наблюдений одних и тех же экономических единиц, которые осуществляются в последовательные периоды времени. Панельные данные насчитывают три измерения: признаки — объекты — время. Их использование даёт ряд существенных преимуществ при оценке параметров регрессионных зависимостей, так как они позволяют проводить как анализ временных рядов, так и анализ пространственных выборок. С помощью подобных данных изучают бедность, безработицу, преступность, а также оценивают результативность государственных программ в области социальной политики.

## Критика и апологетика эконометрики

### Спор Кейнса и Тинбергена о методе
Во многом определяющим для развития эконометрики стал спор Тинбергена и Кейнса об эконометрическом методе исследования. В своей известной статье «Professor Tinbergen’s Method» Кейнс пишет, что Тинберген «предпочитает лабиринты арифметики лабиринтам логики». Он говорит, что эконометрический анализ становится похож на «детские головоломки, в которых вам нужно написать ваш возраст, умножить на что-то, прибавить ещё что-то, вычесть и в конце концов получить число зверя из Откровения Св. Иоанна Богослова».
Кейнс утверждает, что исследовательский потенциал анализа множественной корреляции во многом зависит от экономиста. По его мнению, данный метод применим, только когда экономист в состоянии заранее представить правильный и безукоризненно полный анализ значимых факторов. При этом возникает проблема использования неполного набора объясняющих переменных (смещённая оценка, вызванная пропуском переменных); построение моделей, содержащих ненаблюдаемые переменные (такие как рациональные ожидания), полученные при помощи плохо измеренных данных, основанных на индексах; получение ложной корреляции в результате использования замещающих переменных и одновременности.
На эту критику Тинберген отвечает тем, что «нерелевантные объясняющие переменные можно трактовать как случайные остатки, некоррелирующие систематически с другими объясняющими переменными. Если математическая форма соотношения задана, то можно представить определённые данные о вероятностных распределениях остатков». При этом объясняющие факторы можно измерить, а независимость остатков можно проверить впоследствии, изучая их автокорреляцию. При этом экономист не должен забывать об ограниченности метода и проверке достоверности данных.
Кейнс также пытается предъявить к методу множественной регрессии, являющемуся прикладным, требования, которым отвечает метод общий. Он настаивал на истинности предпосылок, соизмеримости условий, независимости рассматриваемых факторов, характере функций и т. д., при этом он не отвечает на вопрос о том, как проверить их истинность, что взять в качестве критериев истинности, соизмеримости и независимости. Современная же научная методология отказалась от принципа верификации предпосылок и перешла к верификации выводов или точности прогноза.
На введение фактора времени в уравнение регрессии Кейнс обрушивает не меньшую критику. Очевидно, что использование линейного тренда означает, что между первым и последним годами временного ряда проводится прямая линия. В результате очень многое зависит от того, какие годы выбраны для исследования. Разбирая пример временного ряда, взятого с 1919 по 1933 г. из книги Тинбергена, он говорит о том, что «возникает парадокс, состоящий в том, что экономика США характеризовалась серьёзным понижательным трендом за весь период, в том числе и за период, закончившийся в 1929 г.». Суммарно изменения достигают 20 %, при этом если бы Тинберген исследовал временной ряд, заканчивающийся на 1929 г., то он использовал бы растущий тренд вместо понижательного для анализа тех же самых лет. Трендовая компонента, по мнению Кейнса, очень похожа на метод корректировки неудачных результатов и затемняет тот факт, что «данное объяснение на самом деле ошибочно».
При этом, по его мнению, непонятно «в какой степени кривые и уравнения считаются не более чем частью описания и исторического анализа с целью подбора кривых и в какой степени с их помощью делаются индуктивные выводы относительно будущего или прошлого». Кейнс сомневается в ценности такого подхода. По его словам, очевидно, что данный метод «представляет собой не самый ясный способ описания прошлого». Самое важное условие при таком анализе состоит в том, что «экономическая среда на протяжении некоторого периода времени должна оставаться неизменной и однородной во всех значимых отношениях, за исключением колебаний тех факторов, которые рассматриваются отдельно. Но быть уверенными, что такие условия сохранятся в будущем, даже если они обнаруживаются в прошлом, нельзя».
На это Тинберген возражает, утверждая, что «зачастую сам вид кривых подсказывает, что некоторый фактор, не упомянутый в большинстве учебников по экономике, представляет огромную важность. Представив численное значение одного или нескольких коэффициентов регрессии, можно критиковать одну или несколько использовавшихся ранее теорий». Тинберген приводит пример такой ситуации, когда «множество теоретиков соглашаются с тем, что ставка процента является существенным фактором спроса на деньги или инвестиционной активности, а полученные результаты после анализа указывают на то, что такое влияние незначительно или, по меньшей мере, было таковым в США в течение данного периода времени».
Кейнс считает очень важным вопрос о предполагаемой линейности соотношений. Он утверждает, что не обнаружил какого-либо примера нелинейной корреляции. Он говорит о том, что не понимает, анализ каких эмпирических данных заставляет использовать нелинейную корреляцию. Однако, по словам Тинбергена, «диаграммы рассеяния позволяют понять, является ли некоторая корреляция линейной или нет. Нелинейность ни в коем случае не является произвольной манипуляцией с коэффициентами». Строго говоря, для каждого значения объясняющей переменной возможен только один коэффициент, и, с учётом непрерывности, требуется, чтобы эти коэффициенты не колебались слишком сильно. Кейнс очень плохо относится к линейным соотношениям, он называет их «смехотворными». Однако, есть причины, в силу которых степень их «смехотворности» снижается:
1. На малых интервалах неразрывную функцию можно аппроксимировать линейными функциями.
2. Наблюдение за экономическими данными показывает, что линейные соотношения часто встречаются на практике. При этом логично начинать анализ, опираясь на самую простую предпосылку, которая коррелирована с общей теорией. По словам Тинбергена, «такой подход очень часто встречается в индуктивной части любой исследовательской работы. Также существует теоретическое обоснование линейности, согласно которому для больших масс индивидов совместная реакция будет носить значительно более линейный характер, чем какая-либо индивидуальная реакция»[22].

Критика эконометрики Кейнсом главным образом обусловлена различием в его подходе к экономической науке от подхода экономического мейнстрима. Основным пунктом этого расхождениями является вопрос, «следует ли трактовать экономику как точную науку». Сам Кейнс давал отрицательный ответ на этот вопрос. В рамках его традиции экономическая среда изменчива и непредсказуема, а большинство экономических переменных связано между собой множеством сложных нелинейных зависимостей. Из этого следуют нестабильность коэффициентов корреляции и невозможность решения предсказательных задач. Поэтому экономическая наука не может претендовать на точные количественные измерения. Она должна быть основана на реалистичных предпосылках и содержать инструменты, помогающие понять и объяснить эту среду. Подход же Тинбергена вполне согласуется с современным мейнстримом: экономический анализ должен быть как можно более формализованным и нацеленным на решение конкретных количественных задач. В рамках данного подхода экономическая наука должна быть точной, а объект её изучения аналогичен объектам технических и естественнонаучных дисциплин.

### Последующая критика
Несмотря на потенциальные возможности, эконометрика не получила поддержки у многих крупных экономистов. В начале 1970-х годов Уорсвик резко критиковал экономистов-математиков за «отсутствие связи с конкретными фактами». Он утверждал, что эконометристы «занимаются не столько изобретением средств систематизации и измерения имеющихся фактов, сколько созданием неисчислимого множества претендующих на это способов». В это же время Ф. Браун утверждал, что «построение регрессий временных рядов годится только для обмана». В. Леонтьев охарактеризовал эконометрику как «попытку компенсировать бросающийся в глаза недостаток имеющихся данных путём широкого использования всё более и более изощрённых статистических приёмов». В подобном же духе высказывался и Хикс, он говорил о том, что «не следует преувеличивать значение эконометрических методов в экономической теории». А Э. Лимер писал, что «существует две вещи, процесс изготовления которых лучше не видеть: сосиски и эконометрические оценки».
Резко отрицательно к эконометрике относились и представители австрийской школы экономики. Так, Мизес писал: «Введённые в заблуждение идеей, что науки о человеческой деятельности должны подражать методу естественных наук, великое множество авторов поглощены квантификацией экономики. Они думают, что экономика должна подражать химии, которая развилась от качественного к количественному состоянию. Их девиз позитивистский принцип: наука — это измерение. Но они не в состоянии понять, что в области человеческой деятельности статистика — это всегда история, и что гипотетические корреляции и функции не описывают ничего, кроме того, что случилось в определённый момент времени в определённой географической области как результат деятельности определённого числа людей. Как метод экономического анализа, эконометрика — ребяческая игра с числами, которая не добавляет чего-либо в разъяснение проблем экономической действительности».
К более детализированной критике множественной регрессии со времён Кейнса также добавились невозможность отделения мультиколлинеарности, неправильная спецификация динамических реакций и длинных лагов, предположение о линейности без точного знания соответствующих значений регрессии, некорректная предварительная фильтрация данных, необоснованные выводы из корреляции, непостоянство параметров уравнения регрессии, отождествление экономической и статистической значимости и невозможность соотнесения экономической теории с эконометрикой, а также неадекватный объём выборки.
Благодаря этой и некоторой другой критике была пересмотрена методология прикладных исследований. Согласно классической эконометрической методологии, полученные результаты считаются более адекватными, если изучаемые переменные более сильно коррелированы, предсказания точнее соответствуют данным и чем более значимыми являются полученные оценки с точки зрения t- или F-статистик. Отводится значительное место тому, как наиболее эффективным образом организовать перебор потенциальных объясняющих переменных, чтобы наилучшим образом предсказать объясняемую переменную, при этом, чтобы коэффициент детерминации был как можно большим, а F-статистика как можно более значимой. Если получены неудовлетворительные результаты в критериях спецификации, то исследователь, следующий традиционной методологии, вместо того, чтобы пересмотреть модель, начинает применять более продвинутые методы оценивания. В рамках этого подхода характерно стремление получить «наилучший» результат вместо стремления получить результат осмысленный и надёжный. Однако на современном этапе развития эконометрики предпочтение отдаётся тем моделям, которые проходят диагностические критерии, даже если они имеют более низкий коэффициент детерминации.